# Андреева, Светлана Михайловна
Светлана Михайловна Андреева (род. 12 сентября 1979 года) — российская спортсменка (женский бокс, кикбоксинг, тайский бокс, таэквондо).

## Карьера
С семи лет занималась таэквондо, дзюдо, рукопашным боем. В 15 лет пришла в бокс, первым тренером был Шлыков Василий Васильевич.
В 1999 году попала в сборную Москвы по боксу в клуб КИТЭК, тренером был известный Марк Мельцер.
Провела два официальных боя против мужчины, результат боев: первый бой — ничья, второй бой, отбоксировала 4 раунда, но проигрыш по очкам. Совмещала спортивную карьеру с тренерской работой. После спортивной карьеры плотно окунулась в тренерскую работу.
Многократная чемпионка России по боксу, кикбоксингу, тхэквондо, рукопашному бою.
Одна из ведущих тренеров по боксу среди женщин. Возглавляет спортивный клуб КИТЭК.
В течение карьеры Андреева много билась на профессиональном ринге с представителями противоположного пола. Именно такую практику она считала самой эффективной для развития себя как бойца. Помимо спортивных соревнований, она много выступала на ринге в казино «Арбат», который в своё время считался главной ареной для выступлений профессиональных бойцов.
Среди учеников Андреевой - подготовленный ей к боям смешанного стиля российско-армянский борец греко-римского стиля, серебряный призёр олимпийских игр в Рио Мигран Арутюнян.

### Бокс
Чемпионка Европы по боксу (2001), бронзовый призёр чемпионата мира (2001), бронзовый призёр чемпионата Европы (2003)

### Кикбоксинг
Чемпионка Мира по кикбоксингу (2000), бронзовый призёр чемпионата мира, чемпионка Европы. Чемпионка России по кикбоксингу.

## Спортивные разряды
Мастер спорта международного класса по боксу, мастер спорта международного класса по кикбоксингу, мастер спорта международного класса по тхэквондо, мастер спорта по рукопашному бою.

## Образование
В 2010 году закончила Белгородский государственный университет.

## Трудовая деятельность
С 2001 года занимается тренерской деятельностью. С 1986 года занималась спортом.